# ماتهوس (لوئیزیانا)
ماتهوس (به انگلیسی: Mathews) شهری در ایالت لوئیزیانا کشور ایالات متحده آمریکا است که جمعیت آن در سرشماری سال ۲۰۱۰ میلادی، ۲٬۲۰۹ نفر بوده‌است.